# ニトベギク
ニトベギク（腫柄菊、英語: Tree Marigold, Mexican Sunflower、学名：Tithonia diversifolia）は、キク科の植物で、中米、東南アジア、アフリカなど熱帯・亜熱帯の地域に広く分布する。別名コウテイヒマワリ（皇帝向日葵）。
地域によって一年草であったり多年草であったりし、高さは2〜5m、茎は直立し、ときには茎が木質化して常緑の低木状になる。頭花は橙色。原産地は中米・メキシコという説が一般的。

## 糖尿病への効果
糖尿病への効果においてアメリカと日本の共同で特許を取得済みである。効果としては血糖値の減少と合併症の軽減、消失があげられる。葉には多くのポリフェノールや機能性成分が含まれており、糖尿病だけでなく癌、肝炎などに効く。

## 日本での利用
- 日本では主に沖縄県で自生し、お茶として嗜まれている。その他に観賞用として庭先に育てられている様子が見られる。
- 沖縄における開花時期は5月、11月頃で、年二回みられる。

## 日本以外での利用
- メキシコでは捻挫や骨折、打撲傷の治療薬などとして利用されている。
- 中国南部では皮膚病（水虫）、ほてり止め、利尿、肝炎、黄疸、膀胱炎の治療などに使われている。
- 台湾では生薬市場で売られており、煎じたものが肝機能に良いとされる。

## その他
- 食薬区分では成分本質 (原材料) では医薬品でないものに区分されている。
- タイのメーホンソーン県の県花。
- 新渡戸稲造が日本に持ち込んだので、この和名（ニトベギク）が付いたとの話がある。